# Planetarium (Leipzig)

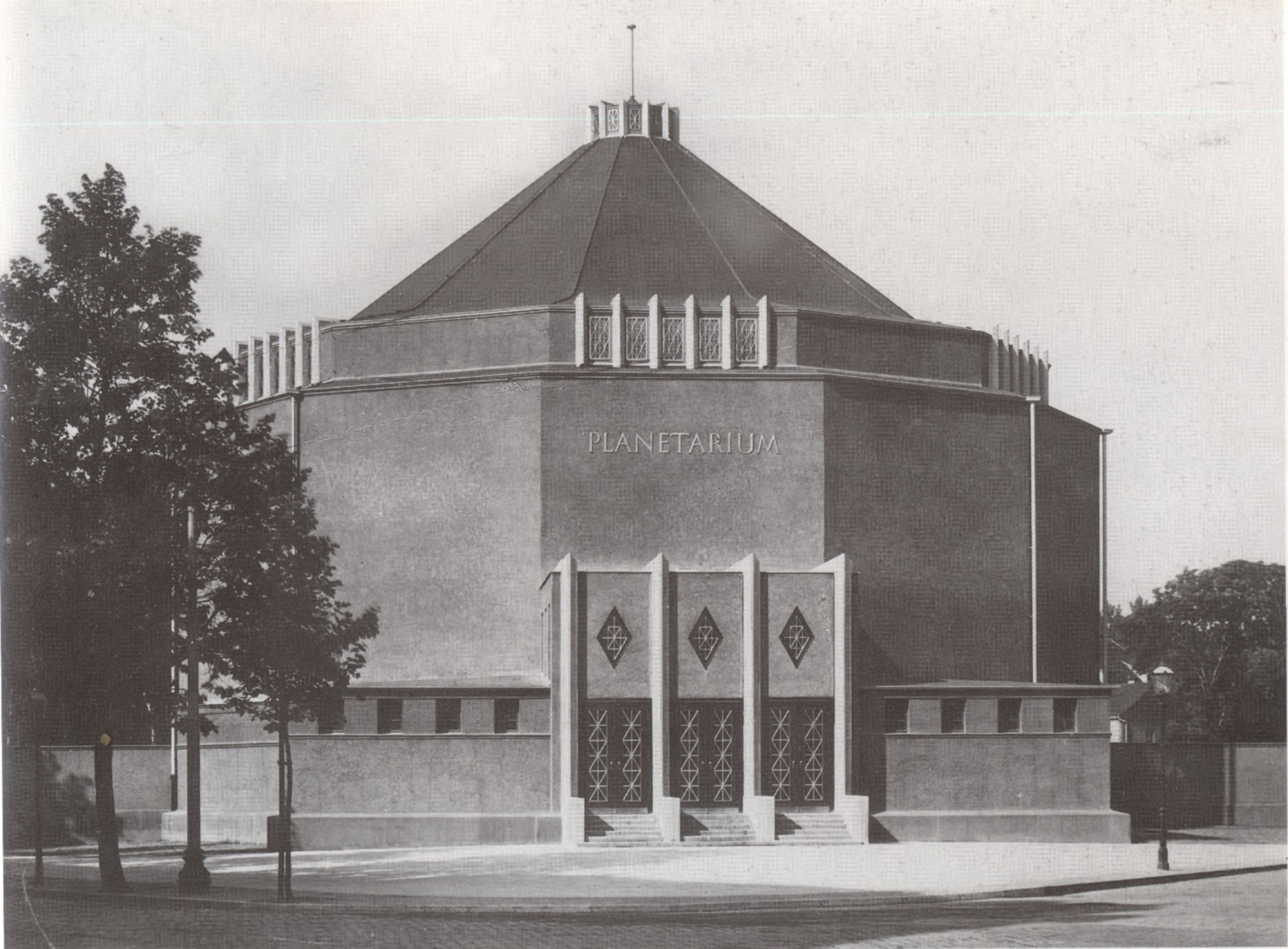
Das Planetarium in Leipzig 1926–1943

Das Planetarium in Leipzig war eine Einrichtung der Stadt Leipzig zur Demonstration astronomischer Vorgänge und bestand von 1926 bis 1943.

## Lage und Bau
Das Leipziger Planetarium befand sich in der südwestlichen Ecke der Einmündung der Straße Kickerlingsberg in die Pfaffendorfer Straße. Der Haupteingang war auf diese Ecke ausgerichtet. Da sich westlich davon der hintere Teil des Leipziger Zoos anschloss, wurde es mitunter auch Planetarium am Zoo genannt. Es besaß ebenfalls einen kleinen Zugang vom Zoo aus.
Der Bau bestand aus einem zwölfeckigen fensterlosen Grundkörper über einer Sockelzone, über dem sich ein ebensolche Pyramide als Dach erhob. Eine dazwischen liegende Mauerkante mit sechs Fensterreihen ermöglichte für andere Veranstaltungen auch eine Ausleuchtung mit Tageslicht. Der Saal fasste etwa 600 Personen.

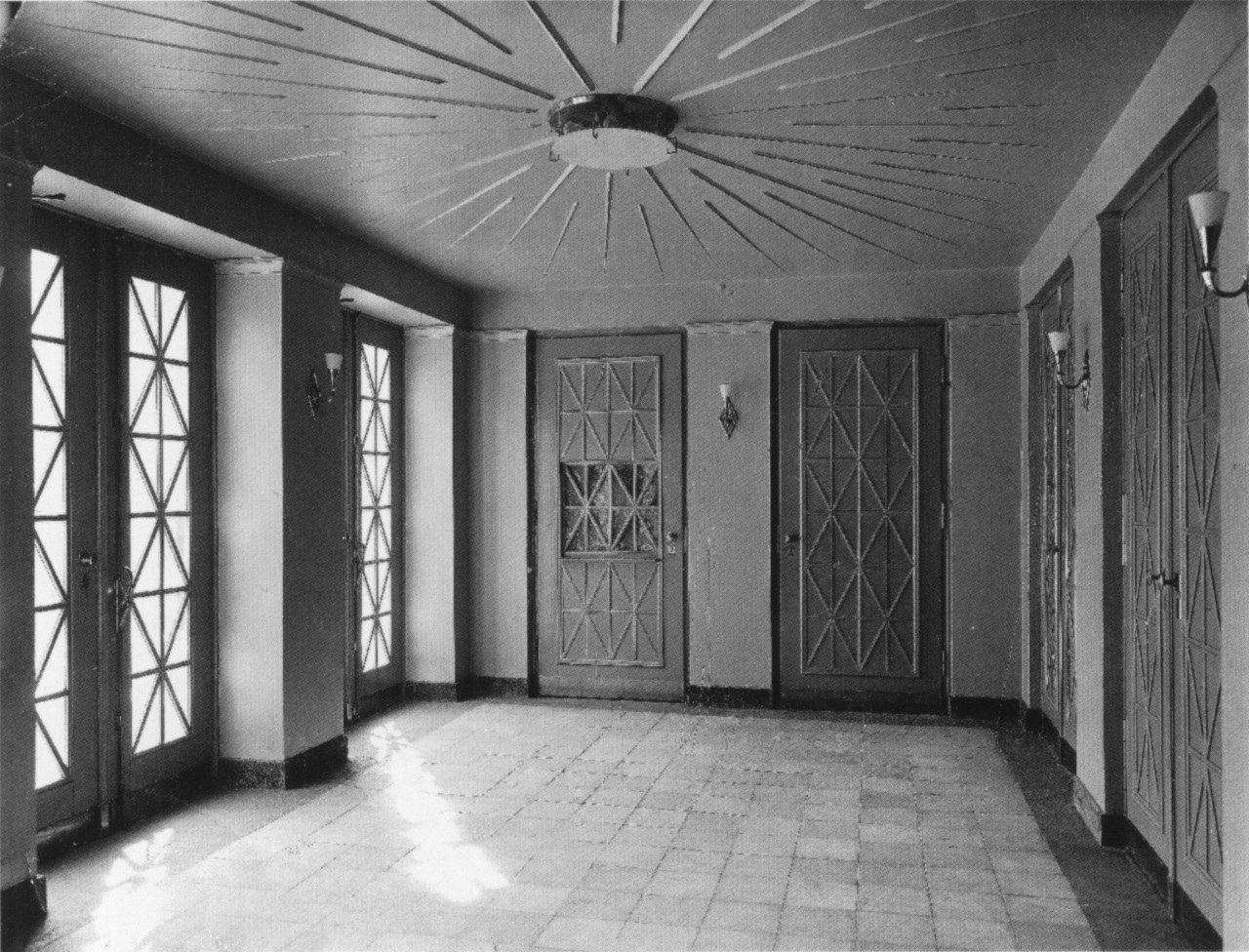
Eingangsbereich des ehemaligen Planetariums in Leipzig

## Geschichte
Zu Beginn der 1920er Jahre war bei Carl Zeiss in Jena ein neuartiges Projektionssystem für die Darstellung des Sternenhimmels (Zeiss Modell I) entwickelt worden, das mit zahlreichen Einzelprojektoren 4300 Fixsterne, die Milchstraße, die Planeten, Sonne, Mond und anderes mehr demonstrieren konnte. Der Leipziger Oberbürgermeister Karl Rothe kam begeistert von einer Vorführungsreise zurück, und bald darauf bewilligten die Stadtverordneten den Kauf.
Der Stadtbaurat Hubert Ritter wurde mit dem Bau des Planetariumgebäudes beauftragt, das am 20. Mai 1926 eröffnet wurde. Das Leipziger Planetarium erhielt die Weiterentwicklung des Projektors, das Zeiss Modell II, mit dem die Himmelsprojektion nicht nur für einen, sondern für jeden beliebigen Punkt der Erde ausgeführt werden konnte. Leipzig war damit zwei Tage nach Barmen die zweite Stadt, die ein solches Großplanetarium eröffnen konnte.
Am 4. Dezember 1943 wurde das Leipziger Planetarium bei einem Bombenangriff zerstört. Der Platz wurde bis heute nicht wieder bebaut.

## Folgeeinrichtung
Am 15. Mai 1992 wurde in der Kuppel des Aquariums des Leipziger Zoo ein kleines Planetarium, das Planetarium im Zoo, eröffnet. Es war ausgerüstet mit einem Kleinplanetarium-Projektor  Zeiss ZKP 2P. Wegen mangelnder Zuschauerresonanz und sommerlicher Temperaturprobleme in der Kuppel fand am 31. März 1996  die letzte Vorführung statt. Das für Leipzig nächstgelegene Planetarium befindet sich nun im Astronomischen Zentrum Schkeuditz.